# مجتمع افتراضي
المجتمع الافتراضي هو عبارة عن شبكة اجتماعية لمجموعة من الأفراد الذين يتفاعلون فيما بينهم باستخدام وسيلة تواصل ما، متجاوزين كل الحواجز الجغرافية والسياسية سعيا وراء الاهتمامات والأهداف المشتركة.
أحد أكثر أنواع المجتمعات الافتراضية انتشارا هو خدمة الشبكات الاجتماعية، والتي تشمل مجتمعات الإنترنت. وقد ناقش هوارد راينغولد [الإنجليزية] المجتمعات الافتراضية في كتابه "المجتمع الافتراضي" الذي نشر في عام 1993. ويتناول الكتاب مجموعة واسعة من الموضوعات، بما في ذلك مغامرات راينغولد في المنصة الافتراضية "ذا ويل" التي تأسست عام 1985، واتصالات الحاسوب، والمجموعات الاجتماعية، وعلوم المعلومات. كما تطرق المؤلف إلى التقنيات المختلفة التي تسهل المجتمعات الافتراضية، مثل "يوزنت" و"إم يو دي" و"أم أو أو" و"آي آر سي" وبروتوكول الدردشة عبر الإنترنت، وغرف الدردشة وقوائم البريد الإلكتروني. وأشار راينغولد إلى الفوائد المحتملة للانتماء إلى المجتمع الافتراضي، سواء للرفاهية النفسية الشخصية أو للمجتمع بأكمله.
تشجع المجتمعات الافتراضية بشكل عام التفاعل بين الأعضاء، وغالبًا ما يُركز على اهتمامات أو شغف المشترك. ويمكن للأعضاء التواصل من خلال منتدى إنترنت وغرف الدردشة ومواقع التواصل الاجتماعي أو العوالم الافتراضية. وغالبًا ما يصبح الأعضاء مرتبطين بعالم المجتمع الافتراضي، حيث يسجلون الدخول والخروج من المواقع طوال اليوم، ممّا يمكن أن يؤدي إلى الإدمان.

## تعريف
يشير التعريف التقليدي للمجتمع إلى كيان محصور جغرافيًا (أحياء، قرى، إلخ). والمجتمعات الافتراضية غالبًا ما تكون منتشرة جغرافيًا، وبالتالي ليست مجتمعات بمعنى التعريف الأصلي. ومع ذلك، إذا اعتبرنا أن المجتمعات تمتلك حدودًا بين أعضائها وغير أعضائها، فإن المجتمع الافتراضي يُعد بالتأكيد مجتمعًا. تشبه المجتمعات الافتراضية المجتمعات الحقيقية من ناحية الشعور بالدعم والمعلومات والصداقة والقبول بين الغرباء. ويمكن توقع الشعور بالانتماء والترابط المتبادل بين الأعضاء في المجتمع الافتراضي.
أحد أكثر الأمور التي تؤثر في المجتمعات الافتراضية هو فرصة التواصل عبر عدة منصات وشبكات إعلامية. والآن بوجود المجتمعات الافتراضية، فقد تحسنت الأشياء التي كنا نفعلها سابقًا، مثل الخدمات البريدية وآلات الفاكس وحتى التحدث عبر الهاتف.
كانت الأبحاث الأولية حول وجود المجتمعات القائمة على وسائل الإعلام تتعلق بطبيعة الواقع، ما إذا كانت المجتمعات يمكن أن تتكون عبر الوسائط الإعلامية، والتي يمكن أن تضع البحث في المجتمعات الافتراضية في تعريف علم الاجتماع للأنطولوجيا.
في القرن السابع عشر، شكل العلماء المرتبطون بالجمعية الملكية في لندن مجتمعًا من خلال تبادل الرسائل. و"مجتمع بدون قرابة"، الذي ابتكره مخطط المدني ميلفن ويبر في عام 1963، وبدأ باري ولمان في عام 1979 في تحليل "المجتمع المحرر"، ومعه بدأ عصر حديث للتفكير في المجتمعات غير المحلية. بالإضافة إلى ذلك، وصف بنديكت أندرسون في كتابه المجتمعات المتخيلة الذي نُشر في عام 1983، كيف أسهمت التقنيات المختلفة، مثل الصحف الوطنية، في تطوير الوعي الوطني والإقليمي بين الدول الوطنية المبكرة.
وقد انتقد بعض الكتاب الذين بنوا نظرياتهم على أساس كتاب أندرسون "المجتمعات المتخيلة" هذه الفكرة، معتبرين أن جميع المجتمعات تعتمد على التواصل وأن الانقسام الافتراضي / الحقيقي يتلاشى، مما يجعل استخدام كلمة "افتراضي" مشكلة أو حتى قديمة.

## الهدف

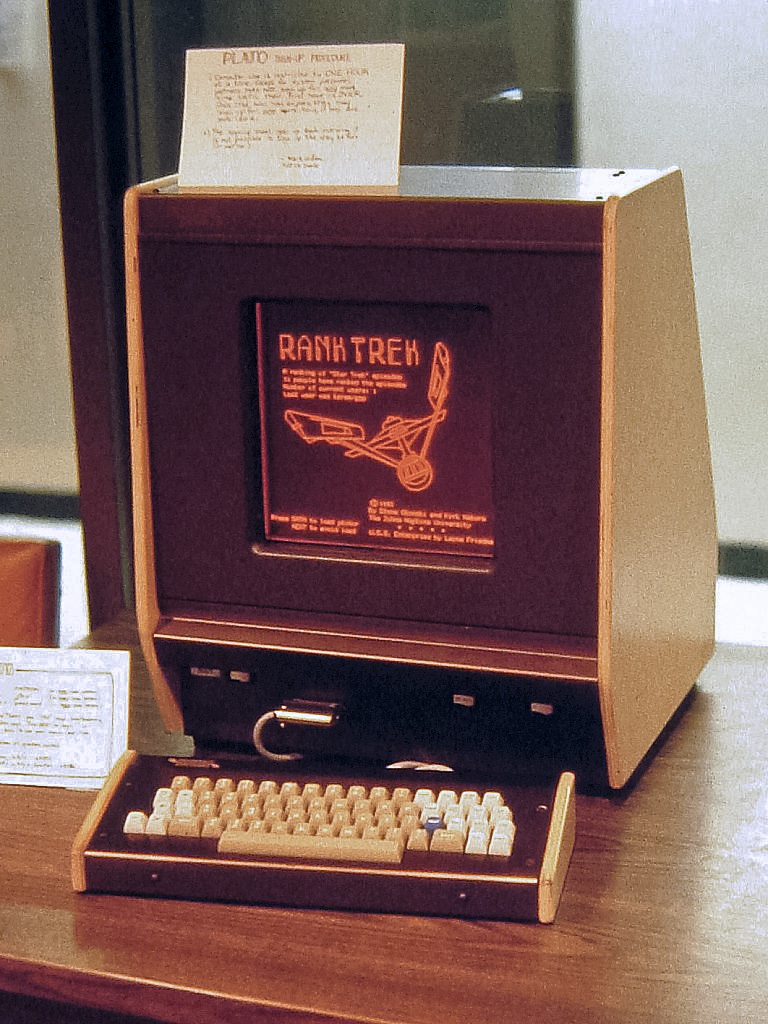
طرفية حاسوب PLATO V المزود بشاشة بلازما 1981

تُستخدم المجتمعات الافتراضية لمجموعة متنوعة من المجموعات الاجتماعية والمهنية؛ تختلف التفاعلات بين أعضاء المجتمع من الشخصية إلى الرسمية البحتة. على سبيل المثال، يمكن أن يكون قائمة توزيع البريد الإلكتروني وسيلة شخصية للتواصل مع الأهل والأصدقاء، وأيضًا وسيلة رسمية للتنسيق مع زملاء العمل.

### اختبار تجربة المستخدم لتحديد القواعد الاجتماعية
تعتبر تجربة المستخدم هي الهدف النهائي للبرنامج أو البرمجيات المستخدمة في المجتمع الافتراضي؛ حيث تحدد تجربة المستخدم نجاح البرنامج أو البرمجيات. صُممت برمجيات صفحات التواصل الاجتماعي والمجتمعات الافتراضية حول تجربة المستخدمين وبشكل مخصص للاستخدام عبر الإنترنت.
يستخدم اختبار تجربة المستخدم للكشف عن شيء ما حول التجربة الشخصية للإنسان الذي يستخدم المنتج أو النظام. وعندما يتعلق الأمر باختبار تجربة المستخدم في واجهة برمجيات، فإن ثلاثة خصائص رئيسية مطلوبة: مستخدم مهتم، مستخدم يتفاعل مع المنتج أو الواجهة، وتعريف تجربة المستخدمين بطرق يمكن ملاحظتها أو قياسها.
تعتمد مقاييس تجربة المستخدم على الموثوقية والتكرارية، باستخدام مجموعة متسقة من القياسات للحصول على نتائج قابلة للمقارنة. وتعتمد مقاييس تجربة المستخدم على الاحتفاظ بالمستخدمين، باستخدام مجموعة متسقة من القياسات لجمع البيانات حول تجربة المستخدم.
يشكل الاستخدام الواسع للإنترنت والمجتمعات الافتراضية من قبل ملايين المستخدمين المتنوعين للتواصل ظاهرة تثير قضايا جديدة للباحثين والمطورين. فعدد الأفراد الهائل والتنوع المشارك في المجتمعات الافتراضية في جميع أنحاء العالم يجعل من الصعب اختبار الاستخدام عبر المنصات لضمان أفضل تجربة للمستخدم بشكل عام. وتتضمن بعض الإجراءات المتأسسة جيدًا التي تطبق على إطار الاستخدام للمجتمعات عبر الإنترنت مثل سرعة التعلم، والإنتاجية، ورضا المستخدم، ومدى تذكر الأشخاص للبرمجيات التي يستخدمونها، وعدد الأخطاء التي يرتكبونها.
وتركز التفاعلات بين الإنسان والحاسوب التي تقاس يُركز خلال اختبار تجربة الاستخدام على الأفراد بدلاً من تفاعلاتهم الاجتماعية في المجتمع الافتراضي. تعتمد نجاح المجتمعات الافتراضية على دمج الاستخدام والرموز الاجتماعية. يمكن استخدام مقاييس اختبار التجربة لتحديد الرموز الاجتماعية من خلال تقييم عادات المستخدم عند التفاعل مع البرنامج. تأسس الرموز الاجتماعية وتعزيزها من خلال التكرار المنتظم لأنماط السلوك.
يعبر الناس عن هويتهم الاجتماعية أو ما يتبنون من رمز ثقافي [الإنجليزية] من خلال العمل الذي يقومون به، والطريقة التي يتحدثون بها، والملابس التي يرتدونها، وعاداتهم الغذائية، والبيئات المنزلية والممتلكات، واستخدام وقت الفراغ. يمكن استخدام مقاييس اختبار التجربة لتحديد الرموز الاجتماعية من خلال تقييم عادات المستخدم عند التفاعل مع البرنامج. يمكن للمعلومات المقدمة خلال اختبار تجربة الاستخدام تحديد العوامل الديموغرافية ومساعدة في تحديد الرمز الاجتماعي الدلالي. ويعد الحوار والتفاعلات الاجتماعية وتصميم المعلومات ودعم الملاحة والوصول جزءًا أساسيًا من المجتمعات الافتراضية.
ينمو نطاق المجتمعات الافتراضية ويتنوع مستخدموها، ومع ذلك، فإن التقنيات لا تتميز بأنها أكثر سهولة أو أقل سهولة في الاستخدام. يمكن لاختبارات التجربة في المجتمعات الافتراضية ضمان تواصل المستخدمين بفعالية باستخدام الرموز الاجتماعية والدلالية والحفاظ على هوياتهم الاجتماعية.
تتطلب الاتصالات الفعالة مجموعة مشتركة من العلامات في ذهن الأشخاص الذين يسعون للتواصل. ومع تطور التقنيات ونضجها، فإنها تستخدم بشكل أكبر من قبل مجموعة متنوعة من المستخدمين. وهذا النوع من الزيادة في التعقيد وتطور التكنولوجيا لا يعني بالضرورة أن التقنيات تصبح أسهل في الاستخدام. يمكن لاختبارات تجربة الاستخدام في المجتمعات الافتراضية ضمان تواصل المستخدمين بفعالية باستخدام الرموز الاجتماعية والدلالية والحفاظ على الواقعيات والهويات الاجتماعية.

## التأثير

### على الصحة
تشمل المخاوف المتعلقة باتجاه المجتمع الافتراضي لتشجيع التواصل الاجتماعي الأقل، العدوان اللفظي والتثبيط، تشجيع الانتحار، والمشاكل المتعلقة بالخصوصية. ومع ذلك، لم تظهر الدراسات المتعلقة بالآثار الصحية لهذه المجتمعات أي آثار سلبية. وكان هناك معدل انسحاب عالي للمشاركين في الدراسة.
تناولت الدراسات الحديثة تطوير مجتمعات صحية عبر الإنترنت وتأثيرها على الأفراد الذين يعانون بالفعل من مشاكل صحية. تتيح هذه الشبكات الاجتماعية الحوار المفتوح بين الأفراد الذين يمرون بتجارب مماثلة، سواء كانوا يعانون من المرض بأنفسهم أو يراقبون حالة أحد أفراد عائلتهم. لقد ازدادت شعبية هذه المواقع لدرجة أن العديد من مقدمي الرعاية الصحية يشكلون مجموعات لمرضاهم عن طريق توفير مناطق ويب حيث يمكن توجيه الأسئلة إلى الأطباء. تثبت هذه المواقع فائدتها بشكل خاص عندما يتعلق الأمر بالحالات الطبية النادرة. فالأشخاص الذين يعانون من اضطرابات نادرة أو مُعاقة قد لا يتمكنون من الوصول إلى مجموعات الدعم في مجتمعاتهم الفعلية، وبالتالي تعمل المجتمعات عبر الإنترنت كوسائل أساسية لتقديم الدعم. يمكن أن تكون مجتمعات الصحة عبر الإنترنت مصدرًا للدعم العاطفي إذ تسهل الاتصال مع الآخرين الذين يفهمون الحقيقة المريرة للمرض، بالإضافة إلى تقديم الدعم العملي، مثل تلقي المساعدة في التكيف مع الحياة مع المرض.
كل مريض في مجتمعات الصحة عبر الإنترنت يتواجد هناك لأسباب مختلفة، حيث يحتاج بعضهم إلى إجابات سريعة على أسئلتهم، أو شخص للتحدث إليه. تساعد المشاركة في المجتمعات الاجتماعية ذات الاهتمامات الصحية المماثلة المرضى على تطوير فهم أفضل وسلوك أفضل تجاه العلاج وممارسات الصحة. يمكن أن يكون لبعض هؤلاء المستخدمين مشاكل خطيرة تهدد حياتهم ويمكن أن تصبح هذه السياقات الشخصية مفيدة جدًا لهؤلاء المستخدمين، حيث تكون المسائل معقدة جدًا. يستخدم المرضى بشكل متزايد هذه الفروع، حيث توفر الدعم الشخصي والعاطفي والمعلومات المفيدة التي تساعدهم على الحصول على تجربة أفضل. وما زالت الدراسات تدرس إلى أي مدى يؤثر هذا الممارسات على الصحة.
أجريت الدراسات على الشبكات الصحية بشكل رئيسي على المجموعات التي تعاني عادة من أشد أنواع الأمراض المرضية، مثل مرضى السرطان ومرضى الإيدز والمرضى الذين يعانون من أمراض خطيرة أخرى. ومن المعروف عمومًا أن المشاركة في المجتمعات عبر الإنترنت تسمح للأفراد بالتفاعل مع المجتمع وتطوير العلاقات. والأفراد الذين يعانون من أمراض نادرة أو خطيرة غالبًا ما يكونون غير قادرين على اللقاء في الواقع بسبب المسافة أو لأنه يمكن أن يكون الخروج من بيئة آمنة خطرًا على صحتهم. لذلك، لجأوا إلى الإنترنت.
أشارت بعض الدراسات إلى أن المجتمعات الافتراضية يمكن أن توفر فوائد قيمة لمستخدميها. وقد أظهرت المجتمعات الصحية عبر الإنترنت أنها توفر نوعًا فريدًا من الدعم العاطفي الذي يختلف عن الواقع الحدثي وشبكات الدعم المعلوماتية. وتزايدت كميات المواد المقدمة التي تظهر كيفية تأثير المجتمعات عبر الإنترنت على صحة مستخدميها. ويبدو أن إنشاء مجتمعات صحية له تأثير إيجابي على الأشخاص الذين يعانون من المرض أو يحتاجون إلى معلومات طبية.

### في المشاركة المدنية
تبين أن الأفراد الشباب أكثر مللًا من المواضيع السياسية والتاريخية، وبدلاً من ذلك يهتمون أكثر بأخبار المشاهير والمواضيع المتعلقة بهم. يزعم الأفراد الشباب أن "التعبير عن ما تشعر به" لا يعني بالضرورة "الاستماع إليك"، لذلك يشعرون بالحاجة إلى عدم المشاركة في هذه المشاركات، حيث يعتقدون أنهم لا يستمع إليهم على أي حال. وعلى مر السنين، تغيرت الأمور، حيث ظهرت أشكال جديدة من المشاركة المدنية والمواطنة من خلال ظهور مواقع التواصل الاجتماعي. تعمل مواقع الشبكات الاجتماعية كوسيط للتعبير والحوار حول القضايا في مجتمعات المستخدمين الخاصة. وجعلت مواقع مشاركة المحتوى عبر الإنترنت من السهل على الشباب وغيرهم من التعبير عن أنفسهم وأفكارهم من خلال وسائط رقمية، وكذلك الاتصال بمجتمعات شبكية كبيرة. داخل هذه الفضاءات، يقوم الشباب بدفع حدود الأشكال التقليدية للمشاركة مثل الاقتراع والانضمام إلى المنظمات السياسية وإنشاء طرقهم الخاصة للنقاش والتواصل والتصرف في مجتمعاتهم.
أظهر المشاركة المدنية من خلال التطوع عبر الإنترنت تأثيرات إيجابية على الرضا الشخصي والتطوير الذاتي. حيث وجد 84% من المتطوعين عبر الإنترنت أن تجربة التطوع عبر الإنترنت قد أسهمت في تطويرهم الشخصي وتعلمهم.

### في الاتصالات
في كتابه ثروة الشبكات [الإنجليزية] الصادر عام 2006، اقترح يوتشاي بينكلر أن المجتمعات الافتراضية ستصبح "شكلاً جديداً للوجود الجماعي للإنسان، وتوفير نطاق جديد لبناء تجربة مشتركة للتفاعل الإنساني". وعلى الرغم من عدم تحقق توقعات بينكلر بشكل كامل، فإن الاتصالات والعلاقات الاجتماعية تعد معقدة للغاية داخل المجتمع الافتراضي. وتتمثل التأثيرات الرئيسية التي يمكن ملاحظتها وفقًا لبينكلر في "تكثيف العلاقات الحالية مع الأصدقاء والعائلة والجيران" وبدايات "ظهور نطاق أوسع للعلاقات الضعيفة الغرض، المحدودة". وعلى الرغم من أنها تعتبر علاقات "ضعيفة"، إلا أن بينكلر يؤكد أنها لا تزال ذات مغزى.
كانت المخاوف السابقة بشأن تأثير استخدام الإنترنت على المجتمع والأسرة تنقسم إلى فئتين: 1) أن العلاقات الإنسانية المستمرة والحميمة "مهمة لوظيفة الإنسان من الجانب النفسي" و2) أن الأشخاص الذين يمتلكون "رأس المال الاجتماعي" يتمتعون بحالة أفضل من الذين يفتقرون إليه، مما يؤدي إلى نتائج أفضل فيما يتعلق بالمشاركة السياسية. ومع ذلك، يرى بينكلر أنه ما لم تحل الاتصالات عبر الإنترنت محل الاتصال البشري المباشر غير المتوسط، فليس هناك أساس للاعتقاد بأن استخدام الإنترنت سيؤدي إلى انخفاض في تلك العلاقات المغذية التي نحتاجها نفسيًا، أو في العلاقات المفيدة التي نقوم بإقامتها اجتماعيًا. ويواصل بينكلر اقتراح أن طبيعة الفرد تتغير مع مرور الوقت، استنادًا إلى الممارسات والتوقعات الاجتماعية، حيث يحدث تحول من الأفراد الذين يعتمدون على العلاقات الاجتماعية المحلية المضمنة وغير المتوسطة والمستقرة إلى أفراد شبكيين يعتمدون بشكل أكبر على مجموعة الروابط القوية والضعيفة المتجاوزة للحدود ويضفون على علاقاتهم سيولة خاصة بهم. ويطلق مانويل كاستيلز على هذا المجتمع "المتصل بالشبكة".

### على الهوية
في عام 1997، أصدرت شركة أم سي آي [الإنجليزية] إعلانًا بعنوان "النشيد"، يشير إلى الإنترنت كأرضٍ خالية من العمر والعرق والجنس. وتقول ليزا ناكامورا في الفصل السادس عشر من كتابها الصادر عام 2002 "الصورة اللاحقة للهوية: الجندر والتكنولوجيا وسياسات الهوية"، أن التكنولوجيا تمنحنا نسخ لأعمارنا وعرقنا وجنسنا في الفضاءات الافتراضية، بدلاً من إطفائها بشكل كامل. وتستخدم ناكامورا مجازًا يسمى "الصورة اللاحقة" لوصف الظاهرة الثقافية للتعبير عن الهوية على الإنترنت، والفكرة هي أن أي أداء للهوية على الإنترنت يتواجد في الوقت نفسه والماضي، "ما بعد الإنسانية والانعكاسية" بسبب خلوده.
دكتورة شيري توركلي، أستاذة دراسات اجتماعية للعلوم والتكنولوجيا في معهد ماساتشوستس للتكنولوجيا، تعتقد أن الإنترنت هو مكان من غير المرجح حدوث أفعال التمييز فيه. في كتابها "الحياة على الشاشة: الهوية في عصر الإنترنت" الصادر عام 1995، تركز توركلي على أن التمييز أسهل في الواقع، حيث يسهل التعرف على الشخص بما يظهر على وجهه، تناقضًا مع ما هو مألوف لدينا. يسمح الإنترنت بتعبير أكثر سلاسة عن الهوية، وبالتالي نصبح أكثر قبولًا للشخصيات المتضاربة داخل أنفسنا وداخل الآخرين. لهذه الأسباب، ترى توركل أنه من غير الضروري على المستخدمين الذين يتواجدون في الفضاءات الافتراضية أن يحكموا على أنفسهم أو على غيرهم، مما يتيح للأشخاص في الإعدادات الافتراضية فرصة لزيادة قدراتهم على الاعتراف بالتنوع.
تعترض ناكامورا على هذه النظرة، وتأتي بمصطلح "تجول الهوية" في مقالها الصادر عام 1999 "العرق في/للفضاء الإلكتروني: تجول الهوية والتمويه العرقي على الإنترنت". وتجول الهوية، في سياق الفضاء الإلكتروني، هو مصطلح يستخدم لوصف ظاهرة المستخدمين تبادل الهويات الأخرى من العمر والجنس والعرق. وتجد ناكامورا أن السلوك المتبع من قبل هؤلاء السياح الهوية يسهم في تعزيز الصور النمطية.
في كتاب "المجتمعات في الفضاء الإلكتروني" الصادر عام 1998، يرى المؤلفان مارك إيه. سميث [الإنجليزية] وبيتر كولوك [الإنجليزية] أن التفاعلات مع الغرباء تعتمد على الشخص الذي نتحدث معه أو نتفاعل معه. فكل شيء يعتمد على الملابس والصوت ولغة الجسد والإيماءات والقوة، ونعتمد على هذه القدرات لتحديد الآخرين، مما يلعب دورًا في كيفية التحدث أو التفاعل معهم. ويعتقد سميث وكولوك أن التفاعلات على الإنترنت تتجاوز كل الإيماءات والعلامات التي يعرضها الناس لبعضهم البعض في الواقع. وعلى الرغم من أن هذا أمر صعب القيام به على الإنترنت، إلا أنه يوفر أيضًا مساحة للعب بالهوية الخاصة بالفرد.

### النوع الاجتماعي
تتمتع مجتمع الألعاب بحجم كبير وإمكانية الوصول إليه من قبل مجموعة واسعة من الناس، ولكن يوجد آثار سلبية على العلاقات التي يمتلكها "اللاعبون" مع وسيلة اللعب عند التعبير عن هويتهم الجنسية. تشير الدكتورة أدريان شاو [الإنجليزية] في مقالها الصادر عام 2012 "هل تعرف نفسك كلاعب؟ الجنس والعرق والجنسانية وهوية اللاعب" إلى أن الجنس يلعب دورًا كبيرًا، ربما بشكلٍ تحت الوعي، في تحديد الشخص لنفسه كـ "لاعب". أصبحت التمثيلية في ألعاب الفيديو مشكلة حيث تنسى الأقلية من اللاعبين الذين ليسوا مجرد اللاعبين المراهقين البيض المنتمين للنمط المتداول، حيث يوجد العديد من اللاعبين من خلفيات مختلفة يستهلكون هذه الألعاب ولكن لا تمثل بشكلٍ جيد.

## الأنواع

### المستندة إلى الإنترنت
انتشار الإنترنت بشكل كبير منذ منتصف التسعينيات، دفع بتعدد المجتمعات الافتراضية في شكل خدمات التواصل الاجتماعي والمجتمعات عبر الإنترنت. ويمكن أن تجمع المجتمعات الافتراضية بين تقنيات الويب 2.0 والمجتمع، وبالتالي وصفت بأنها مجتمع 2.0، على الرغم من أن الروابط المجتمعية القوية قد تكون قد تكونت عبر الإنترنت منذ بداية السبعينيات على أنظمة الاستضافة المشتركة مثل بلاتو وفيما بعد على يوزنت. تعتمد المجتمعات عبر الإنترنت على التفاعل الاجتماعي والتبادل بين المستخدمين عبر الإنترنت، ويؤكد هذا التفاعل على عنصر المعاملة المتبادلة في العقد الاجتماعي غير المكتوب بين أعضاء المجتمع.

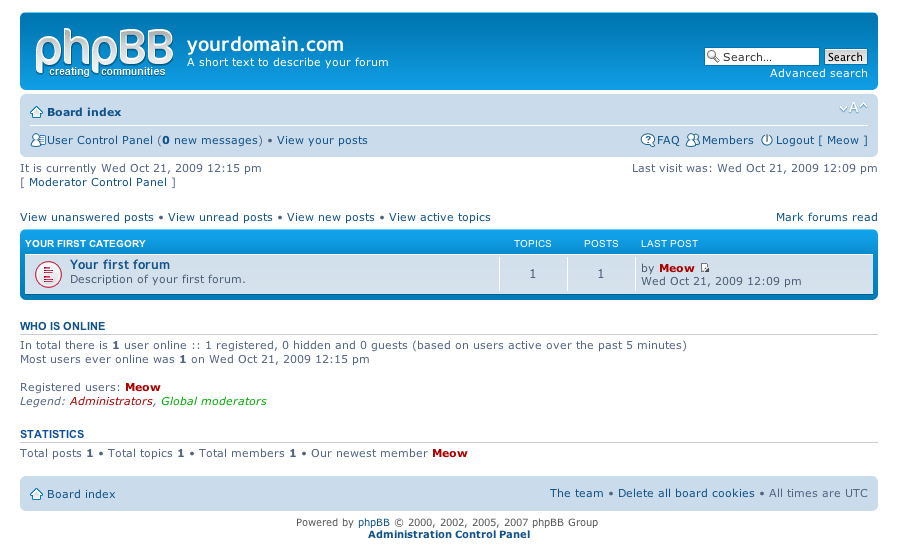
منتدى على الإنترنت مدعوم من بي أتش بي بي.بي

### لوحات الرسائل على الإنترنت
لوحة الرسائل عبر الإنترنت هي منتدى يمكن للناس من خلاله مناقشة الأفكار أو الأفكار المختلفة حول موضوعات مختلفة أو ببساطة التعبير عن فكرة. يمكن للمستخدمين اختيار الموضوع الذي يريدون قراءته أو المساهمة فيه، ويمكن للمستخدم أن يبدأ مناقشة عن طريق إضافة منشور. يمكن للمستخدمين الآخرين الرد على المنشور ومتابعة المناقشة من خلال إضافة منشوراتهم الخاصة إلى الموضوع في أي وقت. على عكس المحادثات الشفوية، لا يكون الرد على لوحات الرسائل عبر الإنترنت على الفور، حيث يتوجب على المستخدمين الانتقال إلى الموقع بنشاط للتحقق من الردود.
يمكن لأي شخص التسجيل للمشاركة في لوحة الرسائل عبر الإنترنت. يمكن للأشخاص الاختيار في المشاركة في المجتمع الافتراضي، حتى إذا قرروا عدم المساهمة بأفكارهم. على عكس غرف الدردشة، على الأقل في العملية، يمكن للوحات الرسائل استيعاب عدد لا متناهي تقريبًا من المستخدمين.
رغبة مستخدمي الإنترنت في التحدث والتواصل مع الغرباء عبر الإنترنت تختلف عن تلك الموجودة في اللقاءات الحقيقية حيث يكون الناس مترددين وغير راغبين في المساعدة في الأمور المتعلقة بالغرباء. فقد أظهرت الدراسات أن الناس يميلون إلى التدخل عندما يكونون الوحيدون في مثل هذه الحالات. في حالة لوحات الرسائل عبر الإنترنت، يكون المستخدمون وحدهم أثناء الاستخدام، وهذا يمكن أن يسهم في استعدادهم للتواصل مع الآخرين. توجد تفسيرات أخرى ممكنة أيضًا؛ فالناس يمكنهم الانسحاب من الوضع بسهولة أكبر عبر الإنترنت من الحياة الحقيقية، حيث يمكنهم ببساطة النقر على "خروج" أو "تسجيل الخروج"، بينما يتعين عليهم البحث عن مخرج في الحياة الحقيقية والتعامل مع نتائج محاولة مغادرة الوضع. كما أن عدم وجود مكانة تترتب عليها هوية عبر الإنترنت قد يشجع الناس، لأنه إذا اختار المرء الاحتفاظ بالخصوصية، فلن يكون هناك تصنيف مرتبط بالجنس والعمر والأصل العرقي أو نمط الحياة.

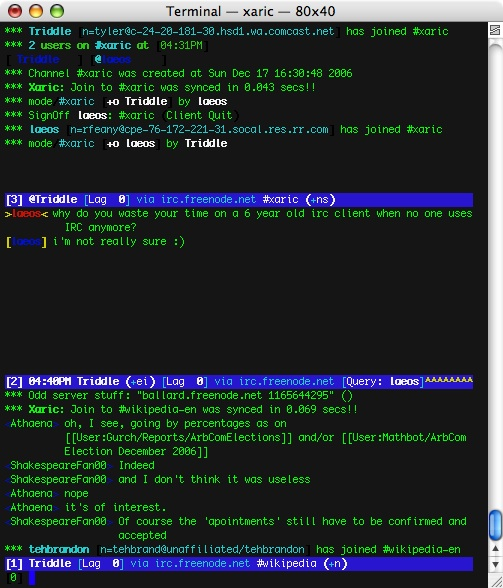
مثال على جلسة دردشة آي آر سي على (Xaric)، وهو عميل نصي. حيث يعرض قناتي دردشة آي آر سي ومحادثة خاصة.

### غرف الدردشة عبر الإنترنت
بعد فترة قصيرة من ارتفاع الاهتمام بلوحات الرسائل والمنتديات، بدأ الناس يرغبون في وسيلة للتواصل مع "مجتمعاتهم" في الوقت الحقيقي. كان العيب في لوحات الرسائل هو أن الناس كان عليهم الانتظار حتى يرد مستخدم آخر على منشورهم، والأمر الذي يستغرق وقتًا قد يطول بالنظر إلى وجود المستخدمين في جميع أنحاء العالم في مناطق زمنية مختلفة. تمكن تطوير غرف الدردشة عبر الإنترنت من السماح للأشخاص بالتحدث مع أي شخص متصل في نفس الوقت الذي كانوا متصلين فيه، وعلى هذا النحو، تبعث الرسائل ويمكن للمستخدمين عبر الإنترنت الرد عليها على الفور.
طوّر محاكي سي بي [الإنجليزية] الأصلي ليكون قادر على استضافة أربعين قناة يمكن من خلالها للمستخدمين التحدث مع بعضهم البعض في الوقت الحقيقي. أدت فكرة الأربعين قناة إلى فكرة غرف الدردشة المخصصة لمواضيع مختلفة. يمكن للمستخدمين الانضمام إلى غرفة دردشة موجودة بالفعل إذا وجدوا مثيرة للاهتمام، أو بدء غرفة جديدة إذا لم يجدوا ما يناسبهم. تأتي الدردشة في الوقت الحقيقي أيضًا مع الألعاب الافتراضية، حيث يمكن للناس اللعب ضد بعضهم البعض والتحدث مع بعضهم البعض من خلال النص. والآن، يمكن العثور على غرف الدردشة على جميع أنواع المواضيع، حتى يتمكن الناس من التحدث مع الآخرين الذين لديهم اهتمامات مماثلة. تقدم الآن غرف الدردشة من خلال بروتوكول الدردشة عبر الإنترنت ومواقع الويب الفردية الأخرى مثل ياهو وإم إس إن وإيه أو إل.
يتواصل مستخدمو غرف الدردشة من خلال رسائل النص. تتشابه معظم مزودي غرف الدردشة وتتضمن مربع إدخال ونافذة رسالة وقائمة المشاركين. يوجد المربع الذي يكتب فيه النص لإرسالها إلى خادم المزود. يقوم الخادم بعد ذلك بإرسال الرسالة إلى حواسيب أي شخص في غرفة الدردشة حتى يمكن عرضها في نافذة الرسالة. تسمح نافذة الرسالة بتتبع المحادثة وعادة ما تضع الوقت عندما تنشر الرسالة. يوجد عادة قائمة بالمستخدمين الذين يتواجدون حاليًا في الغرفة، حتى يتمكن الناس من معرفة من هم في مجتمعهم الافتراضي.
يمكن للمستخدمين التواصل كما لو كانوا يتحدثون مع بعضهم البعض في الحياة الحقيقية. هذه الخاصية "الواقع المحاكي" تجعل من السهل على المستخدمين تشكيل مجتمع افتراضي، لأن غرف الدردشة تسمح للمستخدمين بالتعرف على بعضهم البعض كما لو كانوا يلتقون في الحياة الحقيقية. كما أن ميزة الـ "غرفة" الفردية تجعل من المرجح أن يتشارك الأشخاص داخل غرفة الدردشة اهتمامًا مماثلًا؛ وهذا الاهتمام يمكن أن يجعلهم يتشبثون ببعضهم البعض ويكوّنون صداقة.

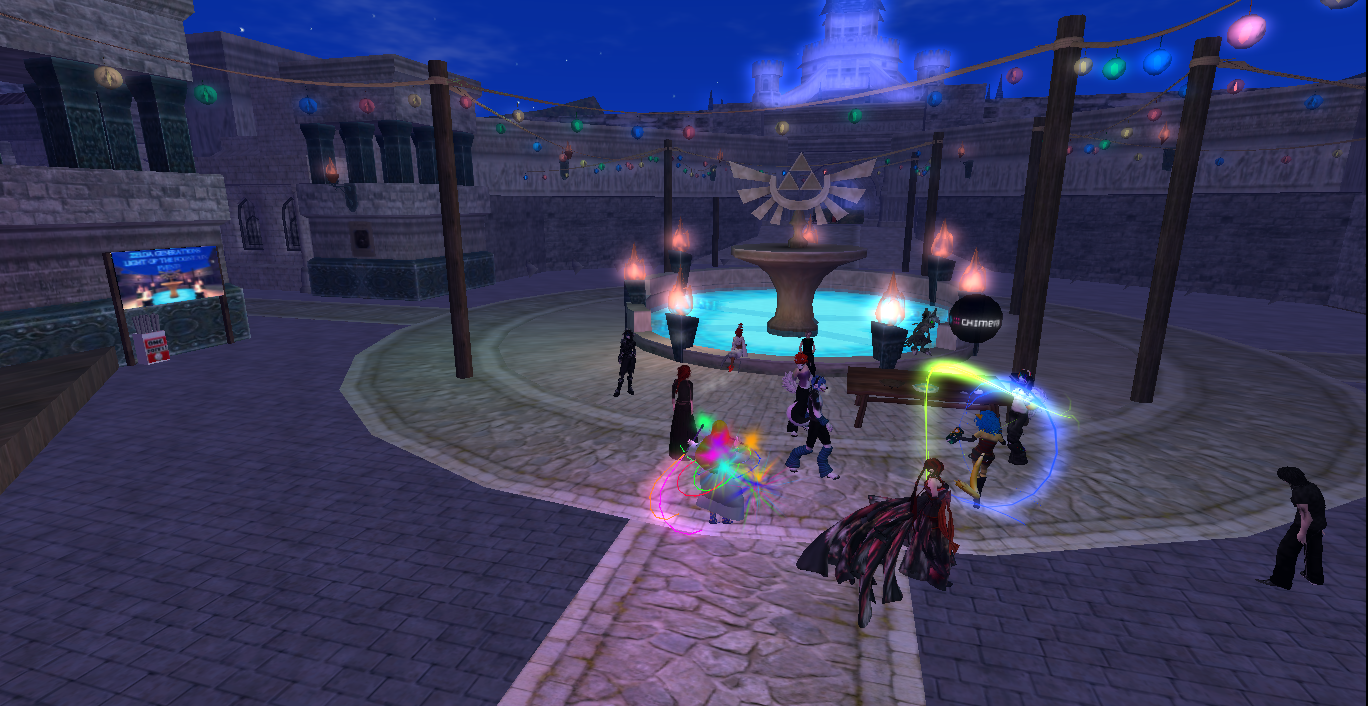
مشهد احتفالي من سكند لايف تدور أحداثه في عالم هاي روول

### العوالم الإفتراضية
العوالم الافتراضية هي أكثر أشكال المجتمعات الافتراضية تفاعلية. في هذا النوع من المجتمعات الافتراضية، يتصل الأشخاص بعالم يعتمد على الحاسوب من خلال العيش كشخصية افتراضية. يقوم المستخدمون بإنشاء شخصية الشخصية الافتراضية الخاصة بهم (من اختيار ملابس الشخصية الافتراضية إلى تصميم منزلها) ويتحكمون في حياة شخصيتهم وتفاعلاتهم مع الشخصيات الأخرى في العالم الافتراضي ثلاثي الأبعاد. وهو مشابه للعبة كمبيوتر، ومع ذلك، لا يوجد هدف للاعبين. يوفر العالم الافتراضي فقط فرصة للمستخدمين لبناء وتشغيل حياة خيالية في العالم الافتراضي. يمكن للشخصيات داخل العالم التحدث مع بعضها البعض ولديها تفاعلات تقريبًا كما لو كانت الأشخاص يتفاعلون في الحياة الحقيقية. على سبيل المثال، يمكن للشخصيات الاجتماعية بين بعضها البعض والحفاظ على علاقات حميمة عبر الإنترنت.
هذا النوع من المجتمعات الافتراضية يسمح للأشخاص ليس فقط بإجراء محادثات مع الآخرين في الوقت الحقيقي، بل أيضًا بالتفاعل والتفاعل مع الآخرين. الشخصيات الافتراضية التي ينشئها المستخدمون تشبه البشر. يمكن للمستخدمين اختيار صنع شخصيات افتراضية تشبههم أنفسهم، أو اختيار شخصية مختلفة تمامًا عنهم. عندما تتفاعل الشخصيات مع شخصيات أخرى، يمكنها التعرف على بعضها البعض من خلال الحديث النصي والتجربة الافتراضية (مثل إقامة موعد للشخصيات الافتراضية في العالم الافتراضي). يمكن لغرف الدردشة في المجتمعات الافتراضية أن توفر محادثات في الوقت الحقيقي، ولكن يمكن للأشخاص فقط التحدث مع بعضهم البعض. في العالم الافتراضي، يمكن للشخصيات القيام بأنشطة معًا، تمامًا كما يمكن للأصدقاء أن يفعلوا في الواقع. تشبه المجتمعات في العوالم الافتراضية المجتمعات الحقيقية بشكل كبير لأن الشخصيات متواجدة في نفس المكان، حتى لو لم يكن المستخدمون الذين يشغلون الشخصيات هم الذين يتواجدون في الواقع. سكند لايف هي واحدة من أكثر العوالم الافتراضية شعبية على الإنترنت. تقدم واي فيل [الإنجليزية] بديلاً جيدًا للجماهير الأصغر من العمر حيث يكون الأمن والخصوصية محل قلق. في واي فيل، يمكنك استخدام جانب المحاكاة في العالم الافتراضي لتجربة وتعلم الظواهر المختلفة.
لقد استخدمت العوالم الافتراضية بطرق أخرى في التواصل في المجال الأعمال. توفر تكنولوجيا العالم الافتراضي فوائد مثل الشخصيات الافتراضية والصوت الموضعي الواقعي الذي يخلق جوًا يوفر للمشاركين شعورًا أقل تعبًا بالوجود. تحكمات الشركات التي تسمح لمضيف الاجتماع بتحديد أذونات المشاركين مثل من يمكنه التحدث أو من يمكنه التحرك تتيح للمضيف التحكم في بيئة الاجتماع. "زووم" هي منصة شعبية نمت خلال جائحة فيروس كورونا. حيث يمكن لأولئك الذين يستضيفون الاجتماعات على هذه المنصة، تحديد من يمكنه التحدث أو عدم التحدث، عن طريق كتم الصوت أو فتحه، بالإضافة إلى من يمكنه الانضمام. تقوم العديد من الشركات بإنشاء عوالم افتراضية تستند إلى العمل بما في ذلك سكند لايف. تحتوي هذه العوالم الافتراضية التي تستند إلى العمل على تحكمات أكثر صرامة وتسمح بوظائف مثل كتم المشاركين الفرديين، مشاركة سطح المكتب، أو قوائم الوصول لتوفير عالم افتراضي تفاعلي ومتحكم به بشكل كبير لعمل محدد أو مجموعة. قد توفر العوالم الافتراضية التي تستند إلى العمل ميزات مؤسسية مختلفة مثل توقيع واحد على مزودي الخدمة الخارجية، أو تشفير المحتوى.

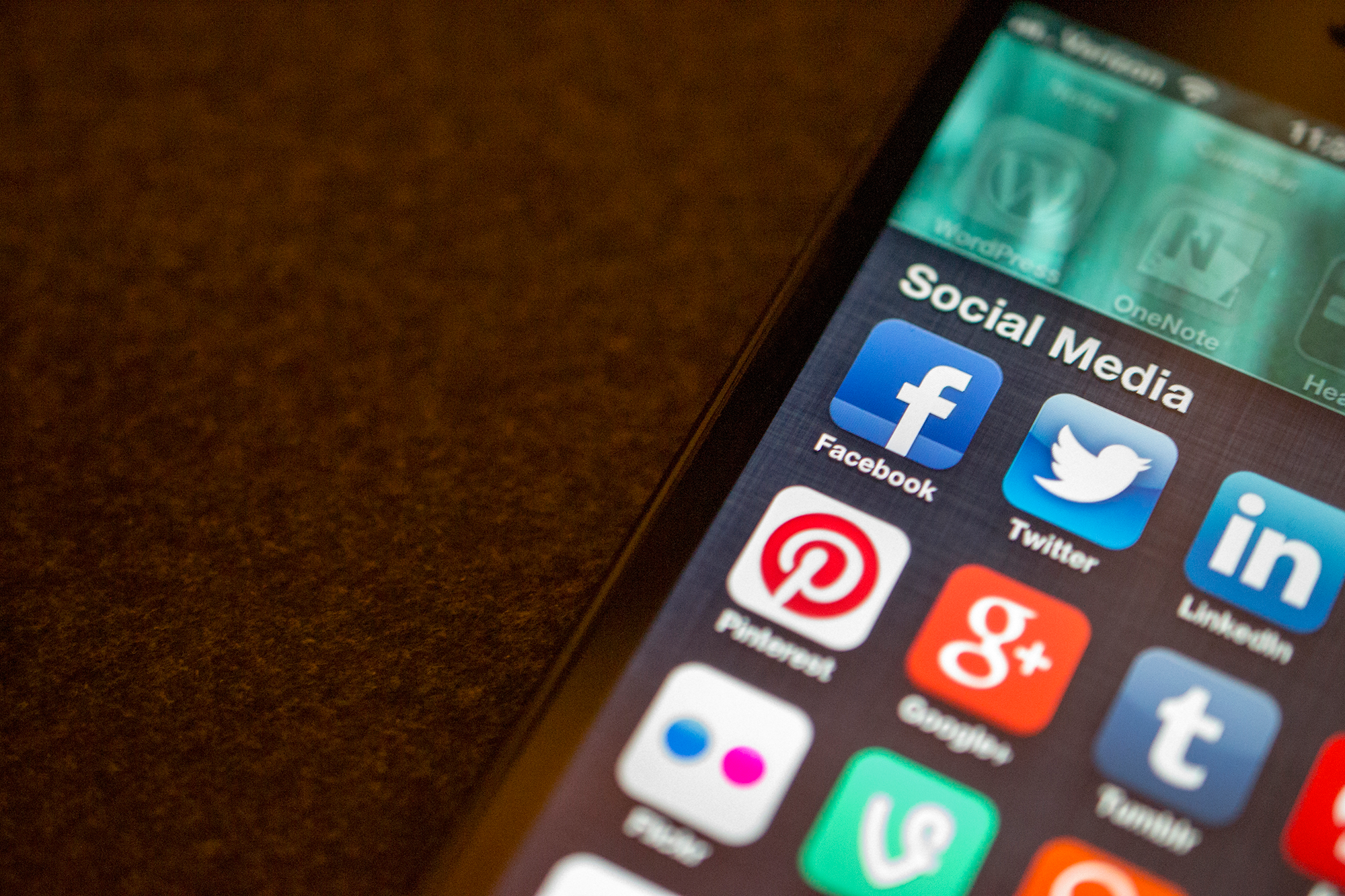

### خدمات الشبكات الاجتماعية
خدمات الشبكات الاجتماعية هي النوع الأكثر بروزًا من المجتمعات الافتراضية. إنها إما موقع على الويب أو منصة برامجية تركز على إنشاء والحفاظ على العلاقات. فيسبوك وتويتر وإنستغرام كلها مجتمعات افتراضية. مع هذه المواقع، ينشئ الشخص عادة ملفًا شخصيًا أو حسابًا، ويضيف الأصدقاء أو يتابعهم. يتيح ذلك للناس الاتصال والبحث عن الدعم باستخدام خدمة التواصل الاجتماعي كمكان تجمع. تسمح هذه المواقع في كثير من الأحيان للأشخاص بالبقاء على اطلاع على أنشطة أصدقائهم وزملائهم دون بذل الكثير من الجهد. على عدة من هذه المواقع، يمكنك الدردشة بالفيديو مع العديد من الأشخاص في وقت واحد، مما يجعل الروابط تشعر وكأنكم معًا. على فيسبوك، على سبيل المثال، يمكن للشخص تحميل الصور ومقاطع الفيديو، والدردشة، وإضافة الأصدقاء، وإعادة الاتصال بالأصدقاء القدامى، والانضمام إلى المجموعات أو القضايا.

### مجتمعات المعلومات المتخصصة
تؤدي الثقافة المشاركة دورًا كبيرًا في المجتمعات الافتراضية والمجتمعات عبر الإنترنت. في الثقافة المشاركة، يشعر المستخدمون بأن مساهماتهم مهمة وأنهم، من خلال المساهمة، يشكلون روابط ذات مغزى مع مستخدمين آخرين. تتداخل الفروق بين كون المستخدم منتجًا للمحتوى على الموقع وكونه مستهلكًا للموقع وتتداخل. وفقًا إلى هنري جنكينز، "يعتقد الأعضاء أن مساهماتهم مهمة ويشعرون بدرجة من الصلة الاجتماعية مع بعضهم البعض" (جنكينزوآخرون، 2005). يتطلب تبادل واستهلاك المعلومات درجة من "الثقافة الرقمية"، حيث يكون المستخدمون قادرين على "أرشفة وتعليق واستحواذ وتحويل وإعادة تدوير محتوى الوسائط" (جنكينز). تتمحور المجتمعات الإعلامية المتخصصة حول مجموعة محددة من المستخدمين الذين يهتمون جميعًا بنفس الموضوع. على سبيل المثال، موقع موقع مجلة تست أوف هوم [الإنجليزية]، هو مجتمع معلوماتي متخصص يركز على الخبز والطهي. يقدم المستخدمون معلومات المستهلكين المتعلقة بهوايتهم، ويشاركون أيضًا في مجموعات ومنتديات متخصصة أخرى. تعد المجتمعات الإعلامية المتخصصة مكانًا يمكن للأشخاص الذين لديهم اهتمامات مماثلة مناقشة ومشاركة تجاربهم واهتماماتهم.

## دراسة هوارد راينجولد
يمكن مقارنة مجتمع هوارد راينجولد [الإنجليزية] الافتراضي بالمقال الرائد "قوة الروابط الضعيفة" لمارك جرانوفيتر الذي نشر قبل عشرين عامًا في مجلة علم الاجتماع الأمريكية. ترجم راينجولد ونشر فرضيات جرانوفيتر حول الروابط القوية والضعيفة في العالم الافتراضي. وفي التعليق الخاص به على الصفحة الأولى، يوضح حتى شبكات التواصل الاجتماعي في المجتمع الافتراضي: "تعلم ابنتي البالغة من العمر سبع سنوات أن والدها يجتمع مع عائلة من الأصدقاء الخفيين الذين يبدو أنهم يجتمعون في حاسوبه. في بعض الأحيان يتحدث إليهم، حتى لو لم يرهم أحد آخر. وتعلم أن هؤلاء الأصدقاء الخفيون يظهرون أحيانًا في الجسد، يظهرون من الشارع المجاور أو من الجانب الآخر من العالم" (صفحة 1). في الواقع، في النسخة المنقحة من المجتمع الافتراضي، يذهب راينجولد إلى القول إنه لو قرأ أعمال باري ويلمان في وقت سابق، كان قد أطلق على كتابه "شبكات التواصل الاجتماعي عبر الإنترنت".
يحتوي تعريف راينجولد على مصطلحات "التجمع الاجتماعي والعلاقات الشخصية" (ص3). يشير ليبناك وستامبس (1997) وموشوويتز (1997) إلى كيفية عمل المجتمعات الافتراضية عبر الحدود الزمنية والمكانية والتنظيمية. يذكر ليبناك وستامبس (1997) أن هناك هدفًا مشتركًا، في حين يقدم لي وآخرون (2004) مصطلح "إزالة العواطف" الذي يعني أن هناك تفاعل أقل مع البشر في البيئات التقليدية، مثل زيادة التواصل الاجتماعي الافتراضي. يقدم كالهون (1991) حجة المدينة الفاسدة، مؤكدًا على العدم الشخصية للشبكات الافتراضية. يقول إن التكنولوجيا الحديثة لها تأثير سلبي على التفاعل الفعلي بين الأفراد لأن الحياة الافتراضية تسيطر على حياتنا. يؤمن بأنها تخلق شخصيات مختلفة في الناس يمكن أن تؤدي إلى احتكاكات في المجموعات والمجتمعات الافتراضية والفعلية وفي الاتصالات الشخصية (ويلمان وهايثورنثوايت، 2002). وفي الآونة الأخيرة، اقترح ميتش بارسيل (2008) أن المجتمعات الافتراضية، خاصة تلك التي تسخر موارد الويب 2.0، يمكن أن تكون مضرة عن طريق تعزيز تقسيم الآراء وزيادة التحامل وتمكين الأفراد المرضى من الانغماس في أمراضهم بشكل متعمد.

## مزايا المجتمعات من خلال الإنترنت
توفر مجتمعات الإنترنت ميزة تبادل المعلومات الفوري الذي لا يمكن تحقيقه في المجتمعات الحقيقية. يتيح هذا التفاعل للأفراد القيام بالعديد من الأنشطة من منازلهم، مثل التسوق ودفع الفواتير والبحث عن معلومات محددة. كما يتاح لمستخدمي المجتمعات على الإنترنت الوصول إلى آلاف مجموعات النقاش المحددة، حيث يمكنهم تشكيل علاقات متخصصة والوصول إلى المعلومات في فئات مثل السياسة والمساعدة التقنية والأنشطة الاجتماعية والصحية والهوايات الترفيهية. توفر المجتمعات الافتراضية وسيطًا مثاليًا لهذه الأنواع من العلاقات لأنه يمكن نشر المعلومات بسهولة ويمكن أن يكون وقت الاستجابة سريعًا جدًا. ومن بين المزايا الأخرى أن هذه الأنواع من المجتمعات يمكن أن تعطي المستخدمين شعورًا بالانتماء والانتماء إلى عضوية. يمكن للمستخدمين إعطاء واستلام الدعم، وهو بسيط ورخيص الثمن في الاستخدام.
ومن الناحية الاقتصادية، يمكن للمجتمعات الافتراضية أن تكون ناجحة تجاريًا وتحقق أرباحًا من خلال رسوم العضوية والاشتراكات ورسوم الاستخدام وعمولات الإعلانات. عمومًا، يشعر المستهلكون بالراحة التامة في إجراء المعاملات عبر الإنترنت بشرط أن يكون البائع لديه سمعة جيدة في المجتمع. كما توفر المجتمعات الافتراضية ميزة عدم التوسط في المعاملات التجارية، مما يحل محل البائعين ويوصل المشترين مباشرة إلى الموردين. يحل عدم التوسط محل الزيادات الثمينة ويسمح بخط اتصال مباشر أكثر بين المستهلك والمصنع.

## عيوب مجتمعات الإنترنت
في حين يعني الاتصال الفوري وصولًا سريعًا، إلا أنه يعني أيضًا نشر المعلومات دون مراجعتها للتأكد من صحتها. فمن الصعب اختيار مصادر موثوقة لعدم وجود محرر يراجع كل منشور ويتأكد من أنه يتوافق مع معايير الجودة المعينة.
من الناحية النظرية، يمكن الحفاظ على هوية المستخدمين على الإنترنت مجهولة، مما يتيح للأشخاص استخدام المجتمع الافتراضي للعب الأدوار الخيالية كما هو الحال في استخدام "سكند لايف" للشخصيات الافتراضية. ومع ذلك، يحذر بعض المتخصصين من استخدام المستخدمين للمجتمعات الافتراضية بسبب وجود متحرشين يترددون في هذه المجتمعات يبحثون عن ضحايا معرضين لسرقة هوية الإنترنت أو الاعتداءات الجنسية [الإنجليزية] عبر الإنترنت.
لا تزال هناك مشكلات تتعلق بالتنمر في مجتمعات الإنترنت. حيث يقوم البعض بارتكاب أفعال تهديدية وتمييزية تجاه الآخرين؛ وذلك لعدم إظهار هويتهم الحقيقية وكونهم وراء الكاميرا، مما يجعلهم يشعرون بأنهم لن يواجهوا أي عواقب.
لا تزال هناك مشكلات تتعلق بالجنس والعرق في المجتمعات الافتراضية أيضًا، حيث تمثل فئة "الأشخاص العاديين" فقط على الشاشة، في حين يُعرض الأشخاص من خلفيات وجنسيات مختلفة بشكل أقل، على الرغم من أن الأغلبية من المستخدمين هم من هذه الفئات.

## مقالات ذات صلة
- مجموعة (الشبكات الاجتماعية في الإنترنت)
- عشيرة ألعاب الفيديو
- إنتاج ندي مبني على مشاع
- جماعة الممارسة
- طائفية عبر الإنترنت
- رقم دنبار
- انغماس (واقع افتراضي)
- قبيلة (إنترنت)
- نشاط على الإنترنت
- تأثيرات الإنترنت على المجتمعات
- سياقات ينتجها المتعلم
- خدمة الشبكة الاحترافية
- وسائل تواصل اجتماعي